# Pavel Šaradín
Pavel Šaradín (* 7. října 1969 Přerov) je český politolog, vysokoškolský pedagog, redaktor a spisovatel.

## Život a kariéra
Narodil se v roce 1969 v Přerově. V mládí studoval na Filozofické fakultě Univerzity Palackého. V roce 2006 získal docentský titul na Fakultě sociálních studií Masarykovy univerzity. Působí na Katedře politologie a evropských studií Filozofické fakulty Univerzity Palackého, přičemž se zabývá stranickým systémem České republiky, politickou kampaní a regionální politikou. Je rovněž aktivním redaktorem a spisovatelem. Spolupracuje například s Deníkem Referendum či serverem Lidovky.cz, je pak spoluředitelem nakladatelství Periplum. Během své kariéry zpracoval řadu odborných článků a několik odborných publikací.

## Politická angažovanost
K roku 2018 působil jako poradce Sociální demokracie.
Před krajskými volbami v roce 2024 se stal z pozice nestraníka za hnutí SproK lídrem kandidátky koalice „Hlas pro náš kraj, SOCDEM, SproK“, která kandidovala do Zastupitelstva Olomouckého kraje. Zvolen však nebyl, neboť uskupení nepřekročilo 5% hranici nutnou k zisku mandátu v zastupitelstvu.

## Výběr publikací
- Historické proměny pojmu ideologie, 2001
- Volby 2002. Analýza programů a výsledků ve volbách do Poslanecké sněmovny
- Desetiletí, 2003
- Politické kampaně, volby a politický marketing, 2007
- Teorie voleb druhého řádu a možnosti jejich aplikace v České republice, 2008
- Zastupitelé českých měst a obcí v evropské perspektivě, 2012[20]